# 三个老婆
《三个老婆》，亦称《三妻趣史》，是一部于1964年2月12日上映的新加坡（当时属马来西亚联邦）马来语黑白浪漫喜剧电影，由巨星比·南利执导并主演。演员包括莎莉玛、Ahmad Nisfu和M. Rafiee等人。
除了电影之外，同名的原声歌曲也广受欢迎。歌曲《Madu Tiga》甚至被著名的印尼作曲家和歌手阿末·达尼重新编曲，带来了全新和有趣的音乐风格。

## 剧情
Jamil（比南利饰）已经和Latifah（Zaharah Agus饰）结婚十二年了。他们没有孩子，因为Latifah不育，而Jamil觉得她忽视了他。他决定在Latifah不知情的情况下娶另一个女人Hasnah（Jah Hj. Mahadi饰）。Latifah的父亲Haji Latiff（Ahmad Nisfu饰）暗中祝福了这段婚姻。
Latifah通过朋友得知了这段婚姻，并在婚礼庆祝的第三天晚上与Jamil对质。Hasnah和Latifah发生了争吵，Jamil害怕地逃走了，三天三夜都没有回到两个妻子身边。
Jamil和他的岳父想出一个计划来弥补与两位妻子的关系。对于Latifah，Jamil假装在一次事故中腿部骨折，并撒谎说他已经和Hasnah离婚。对于Hasnah，Jamil假装在与Latifah的争斗中受伤，并撒谎说他已经和Latifah离婚。Jamil与两人和解，但两位妻子都不知道彼此的存在。
Jamil回到工作岗位。在向一位老者Pak Ali收取债务时，他遇到了Ali的女儿Rohani（莎莉玛饰），并为她着迷。Jamil决定追求Rohani，并向她求婚。两人结婚后，Jamil将Rohani和她的父亲搬进了海边的一所豪华房子。
一天，Latifah和Hasnah在一家金店偶然相遇并发生争执，争吵中揭示了她们都仍然与Jamil结婚。在争吵升级之前，Rohani偶然经过并阻止了她们，建议她们找到一种和平解决问题的方法。Rohani自愿担任调解人，并邀请她们到她家进行讨论。
在Hasnah和Latifah访问Rohani家的那天，Jamil也在那里，当看到他的第一和第二任妻子时，他躲了起来。Rohani叫Jamil出来一起讨论，但他拒绝回答。此时，Hasnah和Latifah注意到一张Jamil和Rohani的合影，三位妻子意识到她们共享同一个丈夫。三位女性决定不互相攻击，而是要对付欺骗她们的Jamil。她们疯狂地追赶Jamil，最终他投降了，承认了自己的错误，并同意离婚，如果有人想离婚的话。
然而，三位妻子仍然爱Jamil，Rohani的体贴使Latifah和Hasnah意识到她们之间可以和平共处。三位妻子都将继续与Jamil保持婚姻关系，但他必须公平地爱护她们三人。

## 演员
- 比南利饰Jamil
- 莎莉玛饰Rohani，第三任妻子
- Jah Hj. Mahadi饰Hasnah，第二任妻子
- Zaharah Agus饰Latifah，第一任妻子
- Ahmad Nisfu饰Haji Latiff
- M. Rafiee饰Rafee
- M. Babjan饰Pak Ali
- Zainon Fiji饰Mak Hasnah
- Ahmad Sabree饰Encik Rashid
- Doris Han饰Doris
- Mislia饰Rashida
- Sarban Singh
- Kassim Masdor
- Alias Congo饰Apek，一位试图从树上跳下来自杀的华裔老人

## 荣誉
该片于1964年5月在台北（台湾）举行的第11届亚洲电影节上获得最佳喜剧电影的称号。电影制片人邵维铭对此表示：
|          | 邵氏出品之国语影片得奖之光荣，亦是马来西亚之光荣，在国际性之亚展中，马来西亚之国语影片取得辉煌之声誉，足见制作水平之提高，充分显示出大马国人进步之新精神。 |
| ——邵维铭 | |

2014年3月21日，《海峡时报》将《三个老婆》列为新加坡制作的五部最佳马来电影之一，并称其为“经典”。